# 1670
1670 (MDCLXX) byl rok, který dle gregoriánského kalendáře započal středou.

## Události
- otevřena šachová kavárna Café de la Régence
- povstání kozáků Štěpána Razina otřáslo Moskevskou Rusí
- francouzská sněmovna povolila užívat k přípravě chleba pivních kvasnic místo pekařského kvasu
- 2. května – Založena Společnost Hudsonova zálivu.

### Probíhající události
- 1652–1689 – Rusko-čchingská válka

## Narození

#### Česko
- 02. ledna – Octavio Broggio, český architekt a stavitel italského původu († 24. července 1742)
- 19. září – Václav Vejmluva, opat žďárského kláštera († 17. března 1738)
- neznámé datum
  - Jan Václav Vratislav z Mitrovic, český politik a diplomat († 21. prosince 1712)
  - Juda Lejb Prossnitz, moravský židovský mystik, kazatel a sabatiánský prorok († 1730)

#### Svět
- 24. ledna – William Congreve, anglický básník, dramatik a politik († 19. ledna 1729)
- 30. ledna – Arnold Keppel, 1. hrabě z Albemarle, anglický a nizozemský vojevůdce († 30. května 1718)
- 02. února – John Balchen, britský admirál († 4. října 1744)
- 10. února – Norbert van Bloemen, vlámský malíř a návrhář († 1746)
- 24. dubna – Christian Ludwig Boxberg, německý hudební skladatel a varhaník († 1. prosince 1729)
- 03. května – Giovanni Baratta, italský barokní sochař († 21. května 1747)
- 31. března – Ludvík August, vévoda z Maine, legitimizovaný syn francouzského krále Ludvíka XIV. a Madame de Montespan († 14. května 1736)
- 12. května – August II. Silný, polský král, velkokníže litevské a saský kurfiřt († 1733)
- 05. července – Dorotea Žofie Falcko-Neuburská, parmská vévodkyně († 15. září 1748)
- 18. července – Giovanni Bononcini, italský hudební skladatel, violoncellista, zpěvák a pedagog († 9. července 1747)
- 20. července – Arnošt Bedřich Windischgrätz, rakouský šlechtic a státník († 6. září 1727)
- 21. srpna – James Fitzjames, vévoda z Berwicku, anglický vojevůdce, levoboček krále Jakuba II. († 12. červen 1734)
- 23. října – Lambert Bos, fríský filolog († 6. ledna 1717)
- 15. listopadu – Bernard Mandeville, nizozemský filozof, politický ekonom a spisovatel († 21. ledna 1733)
- 26. listopadu – Marie Amálie Braniborská, sasko-zeitzská vévodkyně († 17. listopadu 1739)
- 30. listopadu – John Toland, irský filozof a satirik († 11. března 1722)
- 22. prosince – Anna Žofie Sasko-Gothajsko-Altenburská, německá kněžna († 28. prosince 1728)
- neznámé datum
  - Domenico Trezzini, švýcarsko italský architekt působící v Petrohradě († 2. března 1734)
  - Henry Howard, 6. hrabě ze Suffolku, anglický a britský státník († 19. září 1718)
  - Antonio Caldara, italský violoncellista a hudební skladatel († 28. prosince 1736)
  - Michelangelo Gasparini, italský hudební skladatel, zpěvák a pedagog († 1732)
  - Me'ir Eisenstadt, polský rabín, autor responsí a další rabínské literatury († 7. června 1744)
  - Eliáš Mlynárových, slovenský náboženský spisovatel († asi 1720)
  - John Norris, britský admirál a úspěšný námořní vojevůdce († 13. června 1749)
  - Carl Antoni Reina, italský architekt a stavitel († 1729/30)

## Úmrtí

#### Česko
- 12. ledna – Petr Figulus Jablonský, biskup Jednoty bratrské (* 1619)
- 26. února – František Vilém Popel z Lobkowicz, šlechtic (* 14. srpna 1616)
- 15. listopadu – Jan Amos Komenský (* 28. března 1592)

#### Svět
- 03. ledna – George Monck, anglický generál (* 6. prosince 1608)
- 25. ledna – Mikuláš František Lotrinský, vévoda lotrinský a vévoda z Baru (* 6. prosince 1609)
- 09. února – Frederik III. Dánský, dánský a norský král (* 18. března 1609)
- 16. března – Johann Rudolf Glauber, německo-nizozemský alchymista, chemik a lékař. (* 10. března 1604)
- 23. dubna – Loreto Vittori, italský zpěvák-kastrát, básník a hudební skladatel (* 5. září 1600)
- 28. dubna – Alexandre de Prouville de Tracy, francouzský markýz a státník (* 1596/1603)
- 23. května – Ferdinand II. Medicejský, toskánský velkovévoda (* 14. července 1610)
- 12. června – Baltazar von Zülow, švédský, meklenburský major (* 12. května 1599)
- 30. června – Henrietta Anna Stuartovna, dcera anglického krále Karla I. Stuarta, manželka Filipa I. Orleánského (* 16. června 1644)
- 11. října – Louis Le Vau, francouzský architekt (* 1612)
- 03. listopadu – Salomon van Ruysdael, nizozemský krajinář (* 1600/03)
- 05. listopadu – Viviano Codazzi, italský barokní malíř (* asi 1604)
- 26. listopadu – Jacob van Loo, nizozemský malíř, kreslíř a rytec (* 1614)
- 16. prosince – pohřben Bartholomeus van der Helst, nizozemský malíř (* 1613)
- neznámé datum
  - Jerofej Pavlovič Chabarov, ruský průkopník a podnikatel (* kolem 1603)
  - Pavlo Teteria, hejtman Pravobřežní Ukrajiny (* asi 1620)

## Hlavy států
- Anglie – Karel II. (1660–1685)
- Francie – Ludvík XIV. (1643–1715)
- Habsburská monarchie – Leopold I. (1657–1705)
- Osmanská říše – Mehmed IV. (1648–1687)
- Polsko-litevská unie – Michał Korybut Wiśniowiecki (1669–1673)
- Rusko – Alexej I. (1645–1676)
- Španělsko – Karel II. (1665–1700)
- Švédsko – Karel XI. (1660–1697)
- Papež – Klement X. (1670–1676)
- Perská říše – Safí II.